# Куллассина-Бел
Куллассина-Бел — второй правитель Раннего Династического II периода Шумера после Всемирного потопа, второй представитель первой династии города-государства древнего Шумера Киша, расположенного на юге древней Месопотамии, который правил 960 лет, согласно Ниппурскому царскому списку.  
Поскольку это имя, вероятнее всего, является аккадской фразой, означающей «Все(kullat) из них(šina) (были) владыками(bēl)», иногда высказывалось предположение, что появление этого имени в списке было призвано обозначить период отсутствия центральной власти в ранний период Киша.  
Альтернативный перевод имени — «Владыка(bēl) всех(kullat) их [женщин](šina)».  
Историчность сомнительна. Имена правителей до Этаны, кроме Ниппурского царского списка, неизвестны из других исторических источников, и их существование археологически не подтверждено.
Принято считать, что годы его правления значительно завышены. Согласно царскому списку, его сменил Нангишлишма.